# Formica wheeleri
Formica wheeleri é uma espécie de formiga do gênero Formica, pertencente à subfamília Formicinae.